# Hirmina
Hirmina (en grec antic: Ὑρμίνη) va ser, segons la mitologia grega, una princesa de l'Èlida. La ciutat d'Hirmine la va fundar el seu fill Àctor, i li va posar el seu nom, segons Pausànias.
Pausànias diu en un altre lloc que Hirmina era filla d'Epeu i d'Anaxírroe, una filla de Coronos. El seu pare no va tenir descendència masculina. Es va casar amb Forbant, fill de Làpites, va tenir, a més d'Àctor, un altre fill, Tifis, el timoner de la nau Argo. Apol·lodor diu que Forbant podria ser el pare d'Augias, però no especifica el nom de la mare.